# خوسيفينا فاسكيس موتا
خوسيفينا إوخينيا فاسكيس موتا (بالإسبانية: Josefina Eugenia Vázquez Mota)‏ ( ‎[xo̞.se̞'fi.na'βas.ke̞s'mo̞.ta]‏ سياسية مكسيكية، وهي سيدة أعمال والمرشحة الرئاسية حالياً عن حزب الفعل الوطني في الانتخابات العامة. تخصصت فاسكيس موتا في علم الاقتصاد وبدأت سيرتها المهنية مع مشاريع أعمال عائلية ومختلف المنظمات الاقتصادية، مع عمل في الصحافة وتأليف الكتب. انتسبت إلى حزب الفعل الوطني وانتُخبت في مجلس النواب وشغلت مناصب وزارية في عهد الرئيسين فيسينتي فوكس وفيليبي كالديرون. وهي أول أنثى يرشحها حزب الفعل الوطني لمنصب الرئاسة.

## سيرتها
ولدت خوسيفينا فاسكيس موتا في مدينة مكسيكو في 20 يناير 1961. كان أبوها أرنولفو فاسكيس وأمها خوسيفينا موتا من إقليم سييرا نورته دي بويبلا [الإنجليزية]، ولديهم ثمانية أولاد. تقول خوسيفينا أن أقرب أخواتها إليها هي لوبيتا، وأنهم كانوا يبيعون كوكتيل الشوكولا في الشارع يصنعونه بواسطة خلاط تلقته خوسيفينا هدية في عيد الملوك الثلاثة.

## مسيرتها السياسية
بدأت فاسكيس موتا مسيرتها السياسية مع حزب العمل وفي عام 1996 طُلب منها العودة إلى مدينة المكسيك لتصبح ممثلة في المجلس التشريعي في المكسيك الاتحادية وذلك بسبب الخبرة الاقتصادية لها في هذا الوقت، والتقت مع رئيس حزب العمل آنذاك، فيليبي كالديرون .

## مسيرتها الغير سياسية
بدأت فاسكيس موتا الانخراط في المؤتمرات الاقتصادية بسبب وجود صديق والدها، ومنذ ذلك الحين تشارك مع مختلف المنظمات والمؤتمرات في مختلف أنحاء العالم، خصوصا في أمريكا اللاتينية. عملت لدى منظمات الأعمال والخدمات.عملت كصحافية في مواضيع اقتصادية وفي 1980s انتقلت هي وعائلتها إلى ولاية شيواوا لتساهم في بعض الشركات العائلية بما في ذلك متجر لبيع الملابس للأطفال.